# Zigan
Zigan (rus. Зига́н, baškirski: Егән) – rijeka u Išimbajskom i Gafurijskom rajonu, Baškirije u Rusiji, desni pritok rijeke Belaje.
Protječe pokraj sela Gumerova, nedaleko sela Podgorny, a zatim kroz selo Ziganovku.

## Pritoci Zigana
- Briš
- Utelga
- Sikasja
- Rjauzjak
- Kijauk
- Karlaman
- Šida (16 km)
- Šiga (11 km)

## Galerija slika
- Svitanje na rijeci Zigan kod sela naselja Ziganovka
- Poplavna nizina kod sela Ziganovke.

## Vanjske poveznice
|  | Zajednički poslužitelj ima još gradiva o temi Zigan |